# Isabella Laughland
Isabella Laughland, född den 26 april 1991 i Hammersmith i London, är en brittisk skådespelare.
Isabella Laughland slog igenom som skådepelare när hon spelade karaktären Leanne i tre Harry Potter-filmer. I TV-serien  The Road Trip spelade hon en av huvudrollerna Deb.

## Filmografi (i urval)
- 2009 – Harry Potter och halvblodsprinsen
- 2010 – Harry Potter och dödsrelikerna – Del 1
- 2011 – Harry Potter och dödsrelikerna – Del 2
- 2024 – The Road Trip (TV-serie)